# Felsőfarkadin

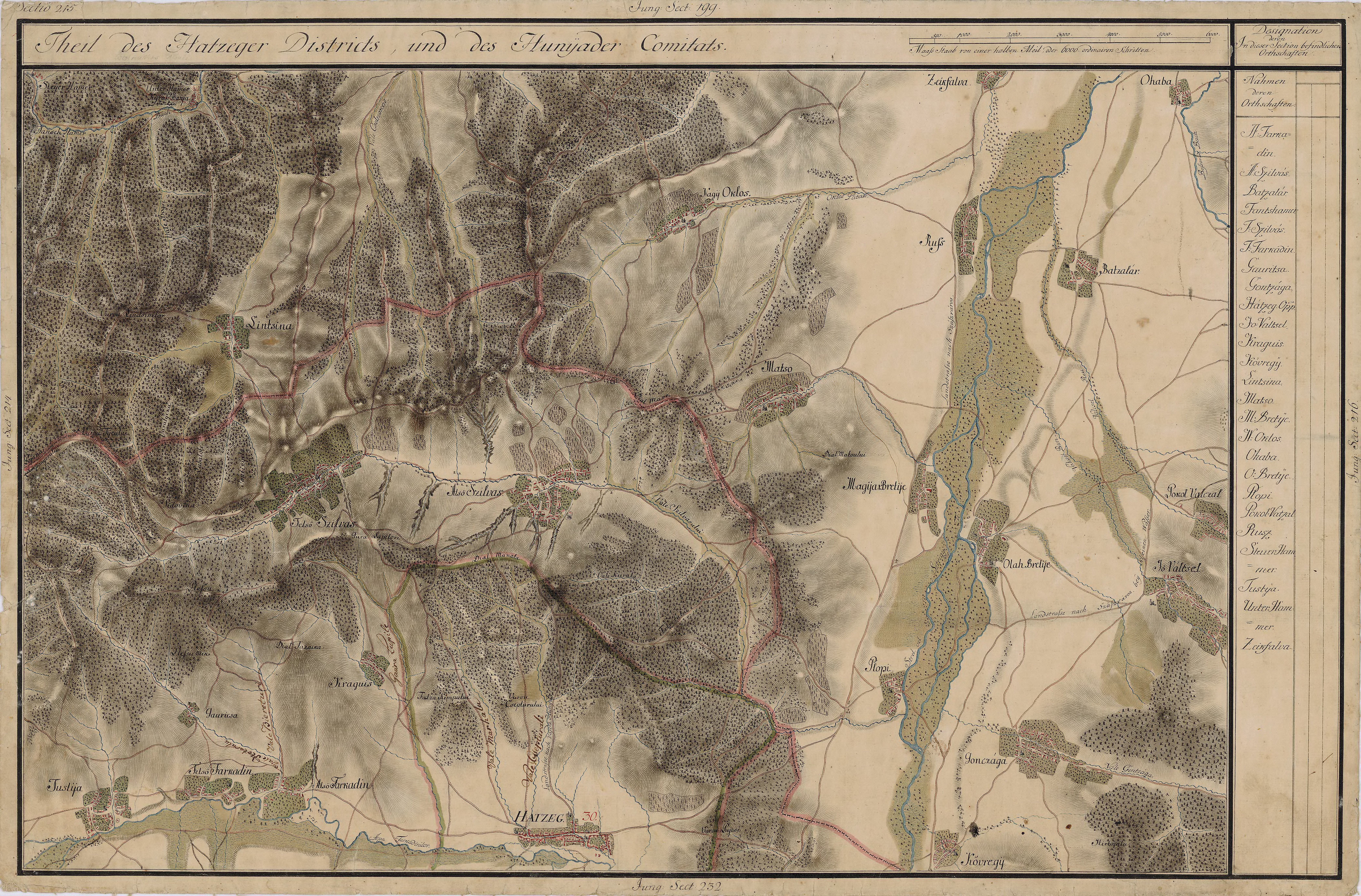
Felsőfarkadin környéke 1769–1773-ban

Felsőfarkadin (románul: Fărcădin, 1923-ig Fărcădinul de Sus) falu Romániában, Erdélyben, Hunyad megyében.

## Fekvése
Hátszegtől hét kilométerre nyugatra, a Hátszegi-medence északnyugati peremén fekszik.

## Nevének eredete
Lásd Alsófarkadinnál.

## Népesség

### Etnikai és vallási megoszlás
- 1910-ben 291 lakosából 242 volt román és 49 magyar anyanyelvű; 264 görögkatolikus, 11 római katolikus, hat református és hat zsidó vallású.
- 2002-ben 232 román nemzetiségű lakosából 212 volt ortodox és 15 pünkösdi hitű.

## Története
1462-ben említette először oklevél, Felsewfarkadyn néven. 1480-ban a törökök fölprédálták. 1511-ben Móré Istvánnak udvarháza állt benne, 1538-ban pedig ortodox fatemplom (capella wolachalem lignea), temetővel. A 17. században ortodoxok és reformátusok közösen használták templomát. 1685-ben a falut a református Maczesdi család birtokolta. 1786-ban 1130 lakosának 78%-át írták össze zsellérként, 7%-át nemesként. Alsófarkadinnál jóval szegényebb falu volt. Legjelentősebb földbirtokosai 1910-ben Puy Aladár, Todošić Miklósné, Fáy Viktor, az államkincstár és Fitz Ernőné voltak. 1956-ban kivált belőle Copaci.